# Roman von Ungern-Sternberg

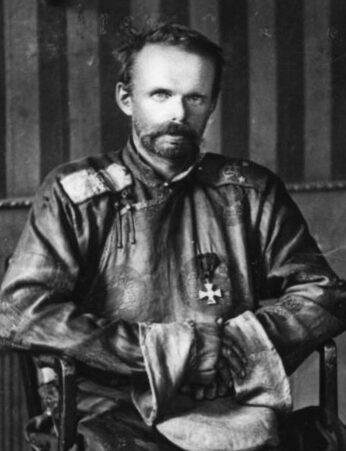
Roman von Ungern-Sternberg

Nicolaus Robert Baron von Ungern-Sternberg (Russisch: Николаус Роман Фёдорович фон Унгерн Штернберг, Nikolaoes Roman Fjodorovitsj fon Oengern Sjternberg) (Graz, 29 december 1885/22 januari 1886 – Novonikolajevsk, 15 september 1921), bijgenaamd de dolle baron, was een Russisch officier van Baltisch-Duitse afkomst. Zelf noemde hij zich Ungern Von Sternberg.
Von Ungern-Sternberg werd geboren in het Oostenrijkse Graz en groeide op bij zijn stiefvader Oscar von Hoyningen-Huene in Reval (thans Tallinn) in het toenmalige Russische Gouvernement Estland. Hij diende tijdens de Russisch-Japanse Oorlog in het tsaristisch leger. In 1905 werd hij lid van de staf van het 9e Infanterieleger dat gestationeerd was in Mantsjoerije. Tijdens de Eerste Wereldoorlog diende hij onder generaal Grigori Semjonov in de Karpaten. Aan het einde van de oorlog werd Von Ungern generaal-majoor.
Hij werd onder andere onderscheiden met het exclusieve Kruis der Vierde Klasse van de Russische Sint-Jorisorde, een hoge onderscheiding voor dapperheid. Op foto's staat Roman von Ungern-Sternberg vaak met het kruis aan het opvallende vijfhoekige lint afgebeeld.
Na de Russische Revolutie (1917) sloten Von Ungern en Semjonov zich aan bij het Witte Leger dat tegen het Rode Leger van de communisten vocht. Zij trokken met hun legergroep oostwaarts richting Oost-Siberië en Buiten-Mongolië. Von Ungern kreeg naar eigen zeggen een openbaring van Boeddha, en sindsdien beschouwde hij zich een reïncarnatie van Boeddha en voelde hij zich geroepen om het Mongoolse Rijk van Dzjengis Khan te herstellen. Hij stelde een apocalyptische christelijke en boeddhistische leer samen. Samen met Semjonov veroverde hij in 1920 Buiten-Mongolië (de huidige republiek Mongolië), verdreef de koetoektoe Jebtsundamba en installeerde zichzelf als khan van Mongolië. Een groot deel van de kleine joodse gemeenschap van Oerga (Ulaanbaatar) werd uitgemoord door Von Ungerns manschappen en moord en brandstichting waren aan de orde van de dag.
Nadat zijn macht was geconsolideerd, namen de moordpartijen af en stichtte Von Ungern in Oerga een volksbibliotheek en scholen om de Mongoolse cultuur te bestuderen. Ook herintroduceerde hij traditionele geneeswijzen. Een wel heel eigenaardig geval was de behandeling van de gevangenen, die konden worden vrijgekocht door de inwoners van Oerga. Volgens Baron Ungern was het vrijkopen van gevangenen goed voor je karma.
Von Ungern leidde een sober leven, gekenmerkt door ascese en zelfkastijding. Hij bonkte soms met zijn hoofd tegen de muur tot er een verwonding ontstond, maar het 'vlees' vond hij onbelangrijk. Daarnaast was hij ook een zware alcoholist die in dronken toestand levensgevaarlijk was, zeker als hij op dat moment een vuurwapen bij zich had. Ook zijn manschappen waren onberekenbaar; een kolonel, de stadscommandant van Oerga, zong liedjes terwijl hij mensen doodschoot en een 'lakei' van Von Ungern was zijn naam vergeten. Weer een andere militair schoot per ongeluk een aantal van zijn soldaten dood (en werd met pensioen gestuurd).
Reeds in maart 1921 vormden enkele Mongoolse nationalistische revolutionairen een regering in ballingschap in Troitskosavsk (het huidige Kjachta), even over de Mongoolse grens in de Russische Socialistische Federatieve Sovjetrepubliek (RSFSR). Gesteund door het Rode Leger, de communisten en verdreven priester-koning Jebtsundamba, richtten deze revolutionairen een partizanenleger op en werd Oerga in augustus op het Witte Leger van Von Ungern veroverd.
In mei 1921 viel von Ungern-Sternberg Russisch grondgebied aan. Troitskosavsk viel in zijn handen maar de Russen konden hem weer verdrijven. Een uit Mongolen en sovjetsoldaten samengesteld legertje onder commando van Damdin Soeche Bator versloeg Ungern von Sternberg daarop in Mongolië. De hoofdstad Oerga viel in augustus. Op 21 augustus 1921 werd Ungern von Sternberg door zijn eigen manschappen verraden en overgeleverd aan de Russen. Op 15 september 1921 werd Roman von Ungern-Sternberg in Novonikolajevsk (het huidige Novosibirsk) bijna vijfenhalf uur berecht waarbij Jemeljan Jaroslavski, later beroemd om zijn atheïstische campagnes in de Sovjet-Unie, de aanklager was. Na het uitspreken van het doodvonnis werd Roman von Ungern-Sternberg nog diezelfde avond gefusilleerd. Er wordt gezegd dat hij voor zijn executie nog zijn medaille van St-Georgs-Orden, een Oostenrijkse onderscheiding, ingeslikt zou hebben om te voorkomen dat deze in godslasterlijke communistische handen zou vallen.